# Buxbaumia viridis
Espèce
Buxbaumia viridis est une espèce de plantes du sous-embranchement des Musci (mousses), de la famille des Buxbaumiaceae, du genre Buxbaumia.

## Caractéristiques
Cette espèce a été observée sous deux formes différentes :
- une forme gemmifère, constituée uniquement du protonéma et de propagules asexuées, qui occurre en plaine et en montagne[2] ;
- une forme porteuse de sporophyte, qui occurre uniquement au-delà de 800 m[2].

Comme toutes les mousses, son premier stade de vie prends la forme d'un protonéma, un ensemble de filaments fins, de 15 µm de diamètre.
Le sporophyte, lorsqu'il est présent mesure 7 à 25 mm de long, et est caractérisé par sa capsule dissymétrique, semblant pansue, et penchant à l'horizontal au fur et à mesure de sa maturation. L'opercule est court et pointu. La surface de la capsule tends à s'écailler avec l'âge. Les propagules sont pyriformes et mesurent environ 50 μm. L'extrémité la plus large est recouverte de papilles, alors que le tiers le plus étroit est lisse.

## Exigences écologiques
Cette espèce se développe principalement sur le bois mort, dans une moindre mesure sur les troncs vivants, et rarement les nids de fourmis, les écailles de cônes de pins ou d'autres matières végétales mortes. 
Sur le bois mort, les espèces hôtes sont principalement des conifères, mais B. viridis peut être observée sur toute une variété d'essences. 

## Distribution
Cette espèce est présente en Europe de l'Ouest et Amérique du Nord.
En France elle est présente principalement dans les régions montagneuses, les Pyrénées, les Alpes, le Jura, les Vosges, la Corse et le Massif central. Néanmoins, en raison de la discrétion de la forme de plaine, et de sa découverte récente, elles est probablement bien plus répandue. La recherche des propagules a permis d'augmenter largement le nombre de stations connues.

## Conservation
L'espèce est concernée par l'annexe II de la directive européenne dite Directive Habitats-Faune-Flore, l'annexe I de la Convention de Berne. Elle est strictement protégée en France, sa récolte ou la destruction de son habitat sont interdites.